# Kyōtanabe

Kyōtanabe (京田辺市 Kyōtanabe-shi?) este un municipiu din Japonia, prefectura Kyoto.

## Personalități născute aici
- Momo Hirai (n. 1996), cântăreață sud-coreeană.